# Grimsby
Grimsby je grad i luka u istočnoj Engleskoj.
Ima 139.877 stanovnika (1991.), nalazi se u administrativnom okrugu Sjeveroistočni Lincolnshire, na sjeveru Lincolnshirea, na ušću Humbera, 30 milja od Hulla. Do prije nekoliko godina Grimsby je bio najveća ribarska luka na svijetu. 
Grimsby su osnovali Danci u 9 st., a 1066. već ima možda oko 300 stanovnika. Smješten u prirodnoj luci, Grimsby se orijentira prema ribolovu, više nego prema trgovini. Ipak u njega dolaze i trgovački brodovi i dovoze drvo iz Norveške i vino Francuske i Španjolske. Grad se užurbanije razvija od 19. stoljeća; 1 524 st (1801.); 4 000 (1831.); 8 860 (1851.);  75 000 pred kraj 19. stojeća. 
Grimsby svoj procvat doživljava kao luka. Uvozi se željezo, drvo, pšenica, konoplja i lan. U kasnom, 19. st. ugljen što željeznicom dolazi iz Južnog Yorkshirea izvozi se preko Grimsbyja, a koriste ga i emigranti na svom putu prema Americi.
Grad u 19 stoljeću mijenja svoj izgled i napreduje, neke njegove ulice popločene su još 1800., a 1838 i osvijetljene su plinskim lampama. Prva policijska postaja oformljena je 1838., a 1854. dobiva i vodu iz cijevi. Uskoro (1863.) izgrađena je i gradska vijećnica, a prve novine (današnji Grimsby Evening Telegraph) izašao je 8 godina kasnije (1871.), danas ima i svoje internetske stranice.
Današnji Grimsby živi jednim drugim životom, ribarski dokovi nekad najmoćnije ribarske luke na svijetu, danas su pusti. 